# ماریسا د لسا
ماریسا د لسا (اسپانیایی: Marisa de Leza‎؛ زادهٔ ۹ ژوئن ۱۹۳۳ – درگذشته ۱۳ اکتبر ۲۰۲۰) بازیگر اهل اسپانیا بود.
از فیلم‌ها یا مجموعه‌های تلویزیونی که وی در آن‌ها نقش داشته‌است، می‌توان به روز به روز اشاره نمود.